# Ishockey under vinter-OL 2022
Ishockey under vinter-OL 2022 bliver spillet på to spillesteder i Beijing, Kina. National Indoor Stadium, der har plads til 18.000, og Wukesung Arena, der har plads til 10.000. Begge arenaer blev også benyttet under Sommer-OL 2008.
Mændenes turnering har i alt 12 deltagende hold, og kvindernes har i alt 10 deltagende hold som derved er en udvidelse af de før 8 hold ved Vinter-OL 2018 i Pyeongchang.
Danmark deltager for første gang i den olympiske ishockeyturnering; dette gælder i både dame- og herreturneringen.

## Medaljeoversigt

### Medaljefordeling
| Rank              | Nation                    | Guld | Sølv | Bronze | Total |
| ----------------- | ------------------------- | ---- | ---- | ------ | ----- |
| 1                 | Finland                   | 1    | 0    | 1      | 2     |
| 2                 | Canada                    | 1    | 0    | 0      | 1     |
| 3                 | Ruslands Olympiske Komité | 0    | 1    | 0      | 1     |
| 3                 | USA                       | 0    | 1    | 0      | 1     |
| 5                 | Slovakiet                 | 0    | 0    | 1      | 1     |
| Total (5 nations) | Total (5 nations)         | 2    | 2    | 2      | 6     |

### Events
| Event   | Guld | Sølv | Bronze |
| ------- | --- | --- | --- |
| Mænd    | Finland (FIN) · Miro Aaltonen · Marko Anttila · Hannes Björninen · Valtteri Filppula · Niklas Friman · Markus Granlund · Teemu Hartikainen · Juuso Hietanen · Valtteri Kemiläinen · Leo Komarov · Mikko Lehtonen · Petteri Lindbohm · Saku Mäenalanen · Sakari Manninen · Joonas Nättinen · Atte Ohtamaa · Niko Ojamäki · Juho Olkinuora · Iiro Pakarinen · Harri Pesonen · Ville Pokka · Toni Rajala · Harri Säteri · Frans Tuohimaa · Sami Vatanen | Ruslands Olympiske Komité (ROC) · Sergei Andronov · Timur Bilyalov · Andrei Chibisov · Ivan Fedotov · Stanislav Galiev · Mikhail Grigorenko · Arseni Gritsyuk · Nikita Gusev · Pavel Karnaukhov · Artur Kayumov · Artyom Minulin · Nikita Nesterov · Alexander Nikishin · Sergei Plotnikov · Alexander Samonov · Kirill Semyonov · Damir Sharipzyanov · Vadim Shipachyov · Anton Slepyshev · Sergei Telegin · Vladimir Tkachyov · Dmitri Voronkov · Slava Voynov · Egor Yakovlev · Alexander Yelesin | Slovakiet (SVK) · Peter Cehlárik · Michal Čajkovský · Peter Čerešňák · Marek Ďaloga · Marko Daňo · Martin Gernát · Mário Grman · Adrián Holešinský · Marek Hrivík · Libor Hudáček · Tomáš Jurčo · Miloš Kelemen · Samuel Kňažko · Branislav Konrád · Michal Krištof · Martin Marinčin · Šimon Nemec · Kristián Pospíšil · Pavol Regenda · Miloš Roman · Patrik Rybár · Juraj Slafkovský · Samuel Takáč · Matej Tomek · Peter Zuzin |
| Kvinder | Canada (CAN) · Erin Ambrose · Ashton Bell · Kristen Campbell · Emily Clark · Mélodie Daoust · Ann-Renée Desbiens · Renata Fast · Sarah Fillier · Brianne Jenner · Rebecca Johnston · Jocelyne Larocque · Emma Maltais · Emerance Maschmeyer · Sarah Nurse · Marie-Philip Poulin · Jamie Lee Rattray · Jill Saulnier · Ella Shelton · Natalie Spooner · Laura Stacey · Claire Thompson · Blayre Turnbull · Micah Zandee-Hart                          | USA (USA) · Cayla Barnes · Megan Bozek · Hannah Brandt · Dani Cameranesi · Alexandra Carpenter · Alex Cavallini · Jesse Compher · Kendall Coyne Schofield · Brianna Decker · Jincy Dunne · Savannah Harmon · Caroline Harvey · Nicole Hensley · Megan Keller · Amanda Kessel · Hilary Knight · Abbey Murphy · Kelly Pannek · Maddie Rooney · Abby Roque · Hayley Scamurra · Lee Stecklein · Grace Zumwinkle                                                                                          | Finland (FIN) · Sanni Hakala · Jenni Hiirikoski · Elisa Holopainen · Sini Karjalainen · Michelle Karvinen · Anni Keisala · Nelli Laitinen · Julia Liikala · Eveliina Mäkinen · Petra Nieminen · Tanja Niskanen · Jenniina Nylund · Meeri Räisänen · Sanni Rantala · Ronja Savolainen · Sofianna Sundelin · Susanna Tapani · Noora Tulus · Minttu Tuominen · Viivi Vainikka · Sanni Vanhanen · Emilia Vesa · Ella Viitasuo          |